# Сентралина
Сентралина (порт. Centralina) — муниципалитет в Бразилии, входит в штат Минас-Жерайс. Составная часть мезорегиона Триангулу-Минейру-и-Алту-Паранаиба. Входит в экономико-статистический микрорегион Уберландия. Население составляет 10 192 человека на 2007 год. Занимает площадь 321,985 км². Плотность населения — 23,6 чел./км².
Праздник города — 9 января.

## История
Город основан в 1954 году.

## Статистика
- Валовой внутренний продукт на 2003 год составляет 53 197 727,00 реалов (данные: Бразильский институт географии и статистики).
- Валовой внутренний продукт на душу населения на 2003 год составляет 6033,54 реалов (данные: Бразильский институт географии и статистики).
- Индекс развития человеческого потенциала на 2000 год составляет 0,750 (данные: Программа развития ООН).

## География
Климат местности: тропический.